# Polstjärnan
Polstjärnan (latin: stella polāris), Alfa Ursae Minoris, är en stjärna som ingår i stjärnbilden Lilla björnen. Den är av den skenbara ljusstyrkan +2,02 och är därmed 48:a på listan över ljusstarka stjärnor på natthimlen. Den befinner sig på ett avstånd av drygt 400 ljusår från jorden.

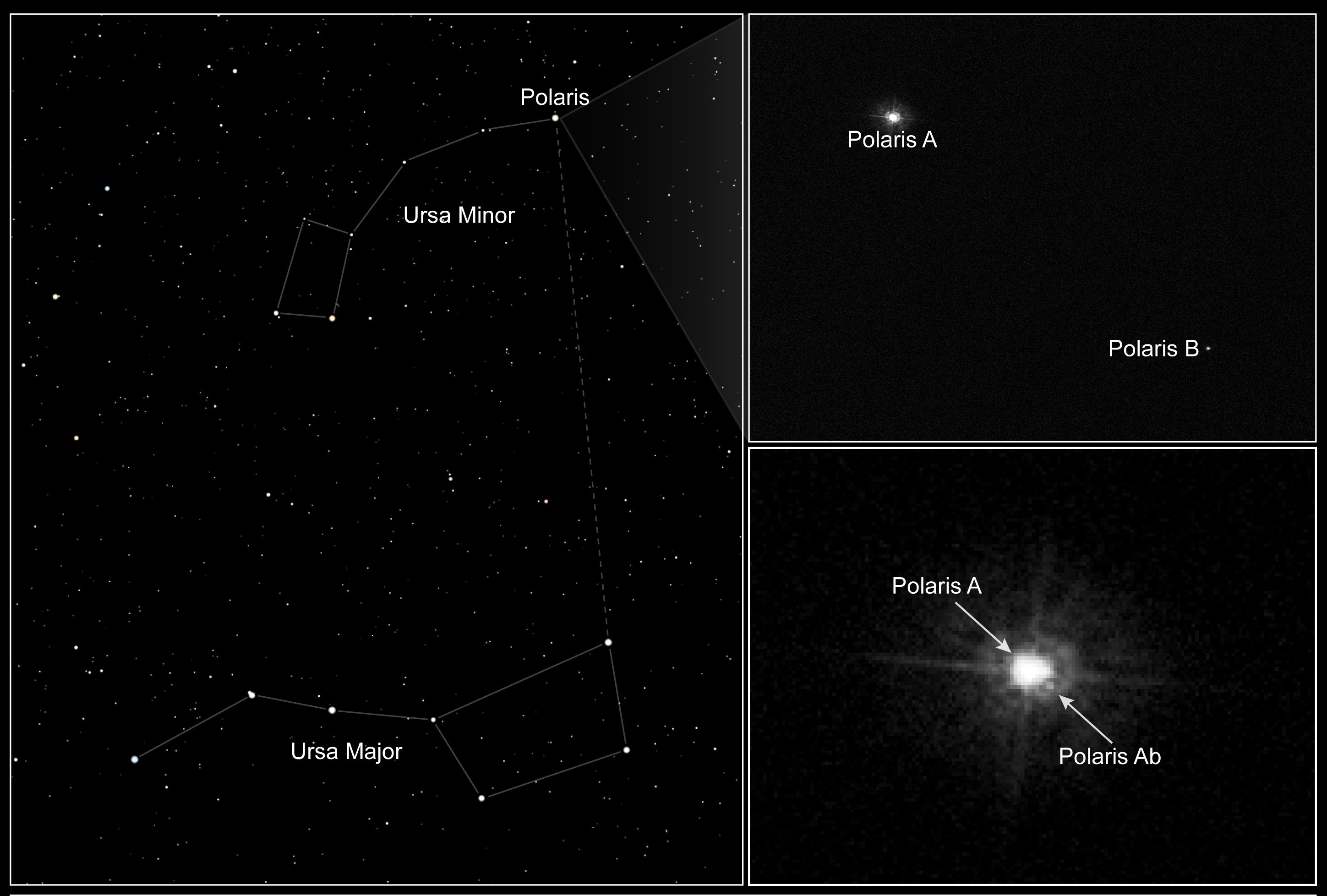
Polstjärnan sedd med Hubbleteleskopet år 2006.

Polstjärnan är den nuvarande norra polstjärnan. Polstjärnan – för ögat synlig som en enda stjärna – är en multipelstjärna med åtminstone fem komponenter:
Polaris B är synlig i mindre teleskop, upptäcktes år 1780 av astronomen William Herschel och ligger på ett avstånd från Polaris A som ungefär motsvarar 80 gånger avståndet solen-Pluto, 2400 AU, vilket ger den en omloppstid av drygt 42 000 år.
År 2006 fotograferades polstjärnan och dess system av Hubbleteleskopet då man för första gången såg även Polaris Ab – en närbelägen dvärg vars existens år 1929 fastställts i samband med studier av spektrum hos Polaris A. Polaris A (Aa och Ab) är 70 miljoner år gammal, och bildades alltså medan dinosaurier fanns på jorden.
Vid sidan av dessa tre finns Polaris C och Polaris D.

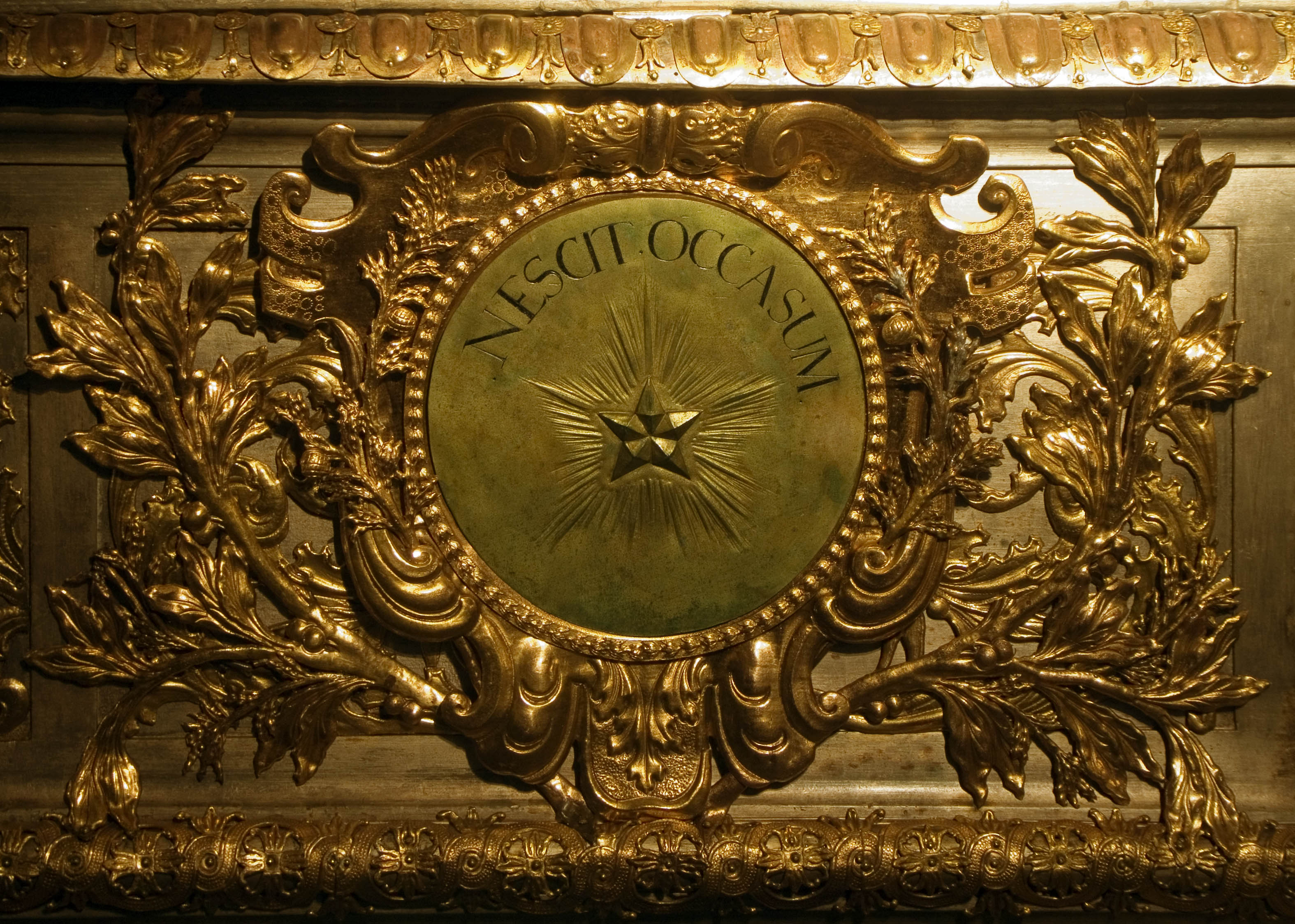
Polstjärnan eller Nordstjärnan, en symbol för kungahuset under stormaktstiden. Avbildning på Karl XI:s kista i Riddarholmskyrkan, Stockholm.

## Polstjärna
En polstjärna är en stjärna som står rakt eller nästan rakt "över" någon av jordens geografiska poler och därför inte ser ut att röra sig på himlen vilket i sin tur gör den till ett lämpligt hjälpmedel för stjärnnavigering och astrometri. Polstjärnan är den nuvarande nordliga polstjärnan, med ett avstånd av endast ungefär 0,74 grader (0,82 gon) från himmelspolen. Polstjärnan ser därför ut att stå nästan stilla i en punkt kring vilken hela stjärnhimlen medurs vrider sig ett varv per stjärndygn, d.v.s. något snabbare än ett varv per dygn. Men även stjärnor rör sig i förhållande till jorden och polstjärnan kommer därför, på grund av jordklotets precession att vara ersatt av en annan polstjärna om ett antal tusen år.
Ett äldre namn, som numera enbart används i symboliska och överförda bemärkelser, är Nordstjärnan.

## Symbolik
Polstjärnan är den fixstjärna som står i zenit ovanför nordpolen och som på norra halvklotet alltid syns norrut. Eftersom den alltid står stadig och aldrig vandrar under horisonten blev den sedan 1681 en kunglig och nationell symbol, som överförts bland annat till den kungliga svenska Nordstjärneorden tillsammans med latinska ordspråket nescit occasum, "den vet ej av nedgång". Nordstjärnan avbildas med fem uddar höjda i relief. Polstjärnan är numera också svenska Lapplands landskapsstjärna.

## Namn
Såsom norra halvklotets tillförlitligaste vägvisare har polstjärnan fått många namn:
Polaris, Lodestar, Kynosoura (gammelgrekiska), Alruccabah, Phoenice, Tramontana, Angel Stern, Navigatoria, Arkadiens Stjärna, Nordstjärnan, Yilduz, Mismar, Polyarnaya, Druvha (hindi), Stella Maris, Tou Mu (kinesiska), Veralder Nagli (fornnorska), Boahjenásti och Boahjenávli (nordsamiska för Himlapluggen och Himlaspiken), Mika Em Thi Ashi (omahaindianska för "Stjärnan som inte vandrar") och Al Kiblah, förutom de otaliga namn som astronomerna gett den.